# Laďka Kozderková

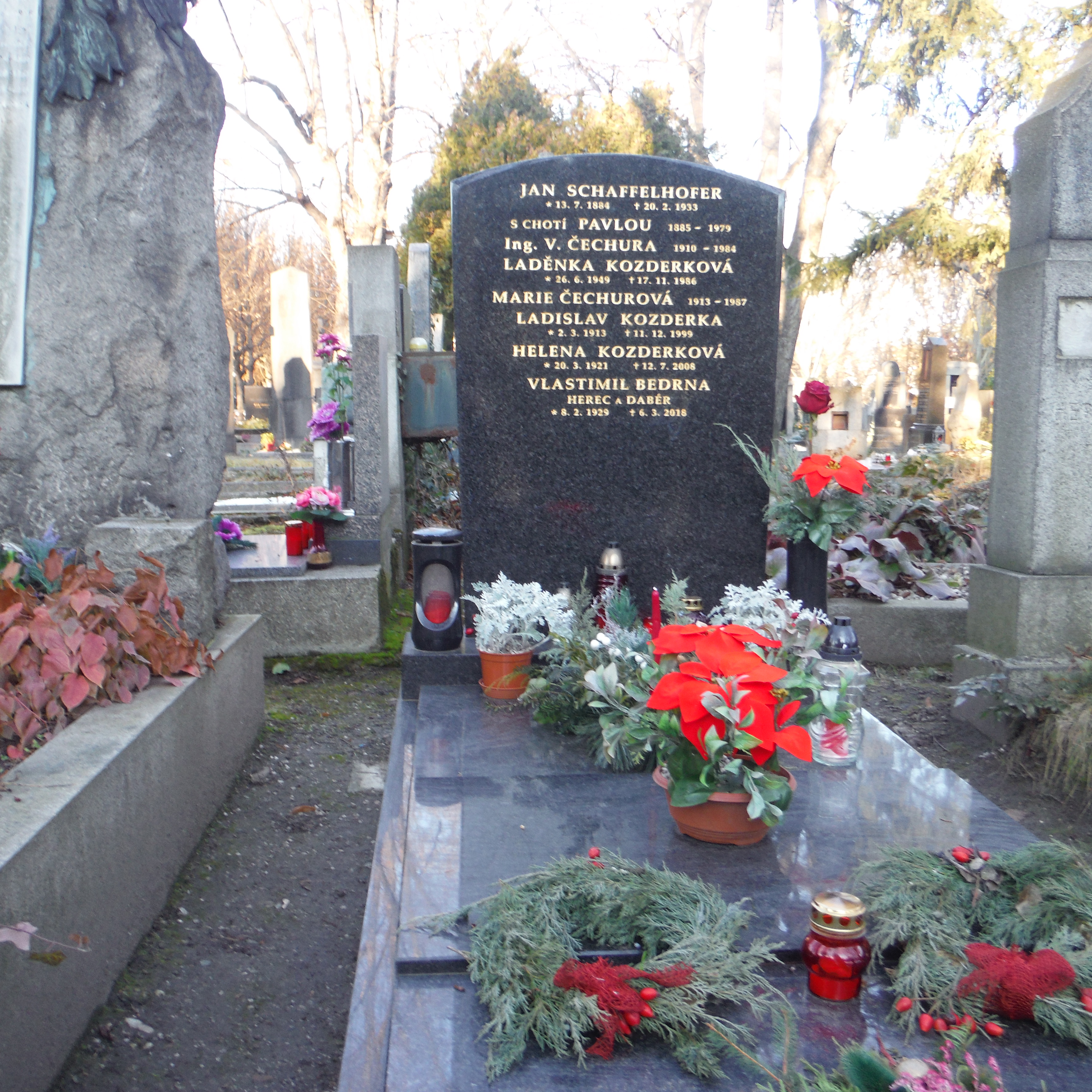
Rodinný hrob na Vinohradském hřbitově v Praze

Ladislava Kozderková (26. června 1949 Brno – 17. listopadu 1986 Praha) byla česká muzikálová zpěvačka a herečka. Pro své výkony byla také přezdívaná jako „česká Barbra Streisandová“ nebo „Lady Muzikál“
.

## Osobní život
Jejím otcem byl český hudební skladatel Ladislav Kozderka.
Jako jedenáctiletá nahrála v brněnském rozhlase svoji první píseň Na klouzačce za doprovodu orchestru Gustava Broma. Vystudovala na brněnské konzervatoři, poté byla přijata na JAMU, do prvního ročníku však nenastoupila a místo toho se rovnou stala profesionální zpěvačkou.
Jejím prvním manželem byl trumpetista Richard Kubernát, s nímž měla dceru Ladu. Po rozvodu se v roce 1974 vdala za herce Vlastimila Bedrnu, s nímž se seznámila v divadle Rokoko, a v roce 1976 se jim narodila dcera Vlastimila.
V roce 1984 jí byla diagnostikována rakovina, kterou se zpočátku dařilo léčit, Kozderková dokonce při ozařování rozdávala pozitivní energii a zlepšovala náladu svým spolupacientům. V roce 1986 však u ní nemoc propukla naplno. Během hospitalizace v jarních měsících si několikrát odskočila na revers odehrát divadelní představení. V létě natáčela v televizi, rozhlase i dabingu. V září 1986 začala zkoušet svůj poslední muzikál Cikáni jdou do nebe. 2. října 1986 odehrála na jevišti Hudebního divadla v Karlíně své poslední představení, kterým byl muzikál Zvonokosy. Od října 1986 byla trvale hospitalizována v nemocnici. Rychle postupující neléčitelné nemoci podlehla 17. listopadu 1986. Místem jejího posledního odpočinku je Vinohradský hřbitov v Praze.

## Divadelní dráha
Prvním angažmá po konzervatoři bylo v divadle Rokoko. Po jeho zrušení přešla roku 1972 do Hudebního divadla v Karlíně, kde dosáhla fenomenálního úspěchu zejména v muzikálech Loď komediantů (jako černoška Queenie), Hello, Dolly! (jako Dolly Leviová) a Zvonokosy (jako Judita Čuprová). Dvě posledně jmenované role už hrála i vážně nemocná a po její smrti byla obě představení stažena z repertoáru. Připravované muzikály Sugar (jako Sladká Sue) a Cikáni jdou do nebe (jako cikánka Izergil) už nestihla dostudovat.
Odborníci, kteří muzikál Hello, Dolly! viděli na několika světových jevištích včetně New Yorku s nejrůznějšími interpretkami v hlavní roli, o ní tvrdili, že je nejlepší představitelkou Dolly vůbec a že její výkon je dokonce lepší, než jaký podává nedostižná Barbra Streisandová. Její kolega a pozdější ředitel HDK Ladislav Županič vyjádřil podobný názor: „Kdyby tehdy zažíval muzikál takový boom jako dnes, našel by v Laďce Kozderkové hvězdu první velikosti. A dovolím si i tvrdit, že kdyby se narodila jako Američanka a zpívala na Brodwayi, tak by o ní uslyšel celý svět. Bohužel se však narodila na špatném místě a ve špatné době.“[zdroj?]

## Filmové a televizní role
Do povědomí filmových diváků se zapsala především jako komediální herečka, třeba jako romantická listonoška v Trháku, vilná úřednice ve Křtinách nebo zmatkářská milenka ve filmu Zelená vlna. Jednou z výjimek byla roku 1985 role zhrzené milenky v Olmerově filmu Jako jed, kde i na malém prostoru ukázala šíři dramatického talentu ve vážné roli.
Komediální role dostávala také v seriálech Československé televize, například rázné traktoristky v Dynastii Nováků nebo žárlivé kolotočářky v Návštěvnících. Nezapomenutelné byly její kreace v různých písničkových parodiích nebo třeba v silvestrovské scénce Techtle Mechtle.
S televizními diváky se rozloučila v estrádě Abeceda (čtvrtý díl, K+X) s písní Já už vím – když se pořad v říjnu 1986 vysílal, byla už v nemocnici. Poslední její prací (natáčení 29. září – 5. října 1986) byla role sudičky a matky Děda Vševěda v televizním pohádkovém muzikálu Plaváček. Premiéry na Štědrý den 1986 se už nedožila.

## Diskografie
V polovině 80. let začalo vydavatelství Supraphon připravovat její profilové album. Mělo obsahovat písně z českých i světových muzikálů a podle jejího přání si mezi písněmi měla povídat se svým kolegou a přítelem Milošem Kopeckým. Tento nápad se ve vydavatelství Supraphon příliš nelíbil a odpovědní pracovníci nad neobvyklým tvarem váhali tak dlouho, až z natáčení celé desky sešlo. Teprve v roce 1988 vzniklo její jediné profilové album na LP desce nazvané Já už vím. Miloš Kopecký napsal na jeho přebal alespoň doprovodný text: „To, co se stalo, nás nesmí rozteskňovat. Řekněme si, že odjela někam k moři a že se jednou vrátí.“
- 1968 To se nikdo nedoví – Helena Vondráčková a Waldemar Matuška/Hajej – Laďka Kozderková – Supraphon 0 43 0518 h, SP
- 1970 Říční proud – Laďka Kozderková/Lodí bílou – Karel Hála – Supraphon 0 43 0980 h, SP (na obalu je foto Laďky Kozderkové)
- 1988 Já už vím – Supraphon 11 0307-1 311 H, LP
- 1999 Hello Dolly – František Rychtařík
- 2000 Braň svou lásku – FR centrum FR 0026-2 EAN 8 594046 742670, CD
- 2003 Hallo Dolly – FR centrum FR 0062-2, LK 0062-2 EAN 8 595130 106224, CD
- 2007 Pop Galerie – Supraphon SU 5779-2 311, EAN 0 99925 57792 6, CD[5]
- 2012 Laďka Kozderková – Lady Muzikál – Radioservis

### Kompilace
- 1976 Václav Hybš a jeho hosté – (Supraphon, LP) – 02. Pepi, ty jsi můj (Laďka Kozderková, Milena Zahrynowská, Hana Zagorová, Hana Talpová, Miluše Voborníková)
- 1978 Mojmír Balling – Mojmír Balling – Supraphon 1113 2517 H, LP – 05. Říční proud – Karel Hála a Laďka Kozderková.
- 1969 VIII. album Supraphonu – Supraphon – Máří Magdaléna
- 1970 IX. album Supraphonu – Supraphon – Říční proud
- 1971 Zpívající přístavy – Panton – Až budeš velký
- 1973 Sedm mikrofonů – Panton – Valčíkové vyznání
- 1976 Václav Hybš a jeho hosté – Supraphon – Karneval – směs; Pepíčku, začni – směs
- 1985 Zlatý palcát ’85 – Supraphon – Tvoje vlast
- 1986 Praha tančí – Supraphon – Hledám galánečku; Karlíčku můj; Už není lásky; Milé vzpomínky
- 1987 Zvonokosy – Supraphon – Bonviván; Píseň o smrti nevinného blázna
- 1987 Don Špagát – Supraphon – O Václavu Babinském; Píseň o dvou milencích
- 1987 My se vlka nebojíme – Supraphon – role Lišky
- 1995 Písničky z hospod Staré Prahy I – Supraphon, CD – 10. Majzl polka, 12. Pražská frajerka, 16. U Zvonu je candrbál – Josef Zíma a Laďka Kozderková, 18. Točte se, pardálové – Jiří Bruder a Laďka Kozderková.
- 1996 Perličky filmového plátna – 80. léta – Bonton Music – Znám tu louku voňavou
- 1999 Dělání aneb „Princové jsou na draka“ – František Rychtařík
- 1999 Trhák – František Rychtařík – Píseň listonošky; Znám tu louku voňavou
- 2000 Ztratila Lucinka bačkorku – František Rychtařík – Rýma; Protivný kluk; Léto je prima
- 2000 O třech rytířích – František Rychtařík – Kolíbací; Napravená
- 2001 Plaváček – František Rychtařík – písně z filmového muzikálu
- 2002 Hvězdy nad Bromem – František Rychtařík – Blues železničního mostu
- 2003 Techtle mechtle – František Rychtařík – Techtle mechtle
- 2004 Písničky Zdeňka Petra: Jak ten čas letí – Radioservis – Zdálo se mi
- 2005 Zvonokosy – František Rychtařík – Bonviván; Píseň o smrti nevinného blázna
- 2007 Muzikály: Filozofská historie a Pan Pickwick – Radioservis – Zdálo se mi
- 2008 Nejkrásnější písničky o zvířátkách 3 – Multisonic – Máš štěstí, že jsi kocour
- 2011 CS Filmové hity 80. let – 1. díl – Universal Music – Znám tu louku voňavou

## Filmografie
- 1977 Řeknem si to příští léto – Alžběta
- 1978 Čekání na déšť – matka
- 1979 Hodinářova svatební cesta korálovým mořem – Šárka
- 1979 Lásky mezi kapkami deště – služebná Marta
- 1979 Modrá planeta – sousedka
- 1979 Poprask na silnici E4
- 1979 Pátek není svátek – Jituš
- 1980 Trhák – pošťačka Zuzka
- 1980 Sonáta pro zrzku – Petřina matka
- 1980 Něco je ve vzduchu – magistra
- 1980 Blázni, vodníci a podvodníci – Jarmila Rousková, milenka Evžena Horáka
- 1981 Křtiny – úřednice Hlívová
- 1981 Horečka všedního dne (FAMU) – Marie Nováková
- 1982 Zelená vlna – Jiřina
- 1982 Když rozvod, tak rozvod – Komárková
- 1983 Experiment (FAMU) – Evina matka
- 1984 Fešák Hubert – Čuříková
- 1985 Jako jed – Vlasta
- 1986 Veselé Vánoce přejí chobotnice – žena v lóži

## Televizní pořady
- 1964 Písničky pro děti (hudební pořad) – zpěv
- 1966 Veletržní estráda (hudební pořad) – zpěv
- 1969 Brněnské kolo (hudební pořad) – zpěv
- 1973 Slečna ze spořitelny (TV film) – zpěv
- 1974 Kabaret U dobré pohody (zábavný pořad) – zpěv
- 1975 Ženitba (záznam divadelní inscenace) – Tekla Ivanovna
- 1976 Dostaveníčko (zábavný pořad) – zpěv
- 1977 Bakaláři: Šatna (TV povídka) – Míla
- 1978 Silvestr hravý a dravý (zábavný pořad) – zpěv
- 1979 Televarieté 36. (zábavný pořad) – zpěv
- 1979 Písničky z celuloidu (hudební pořad) – zpěv
- 1979 To je ta Praha... aneb Hybš hraje Hašlera (hudební pořad) – zpěv
- 1979 Láďo, ty jsi princezna! (TV pohádka) – dvorní dáma
- 1979 Bakaláři: Abiturientský večírek (TV povídka) – Součková
- 1980 Princové jsou na draka (TV pohádka) – dvorní dáma
- 1980 Bakaláři: Tetinka (TV povídka) – tetinka
- 1980 Kulaté písničky (hudební pořad)
- 1980 Koupím chalupu na Jižním městě (TV film) – Tučná
- 1981 Pohádka o mokrosuchém štěstí (TV pohádka) – Stázka
- 1981 Velká sázka o malé pivo (TV film) – zpěvačka na hostině
- 1982 Vražda ve varieté (záznam divadelní inscenace) – Ida Virta
- 1982 Románek za tři krejcary (Zábavný pořad) – zpěv
- 1982 Náledí (TV film) – Klásková
- 1982 Bakaláři: Kaskadér (TV povídka) – úřednice v cestovní kanceláři
- 1982 Bakaláři: Dopis (TV povídka) – paní Kavalírová
- 1983 Takový talent (TV film) – maminka
- 1983 Škatule, škatule, hejbejte se (TV film) – Zdena
- 1984 O nosaté čarodějnici (TV pohádka) – čarodějnice
- 1984 Šéfe, vrať se! (TV film) – paní Drahuše
- 1984 Šéfe, jdeme na to! (TV film) – paní Drahuše
- 1984 Bergman a Bergman, detektivní kancelář (TV film) – paní Morenová
- 1984 Televarieté 52. (zábavný pořad) – zpěv, sekretářka Miluška
- 1984 Když se dva setkají (zábavný pořad) – zpěv
- 1984 Písničky známé a nejznámější s Orchestrem Karla Vlacha (hudební pořad) – zpěv
- 1985 Monika a hříbě s hvězdičkou (TV film) – maminka
- 1985 O chytrém Honzovi (TV pohádka) – princezna Zubejda
- 1985 Princezny nejsou vždycky na vdávání (TV pohádka) – teta Aurelie
- 1986 Plaváček (TV muzikál) – sudička, matka děda Vševěda
- 1986 Abeceda K+X (Zábavný pořad) – zpěv
- 1989 Já už vím (vzpomínkový pořad) – zpěv
- 1997 Proč bychom se nebavili, když nám Pánbůh archiv dal (zábavný pořad)
- 1997 Úsměvy (zábavný pořad)
- 2001 Předčasná úmrtí (TV dokumentární seriál)
- 2002 Lístky vytržené z památníku (TV dokumentární seriál)
- 2007 Život je kabaret (zábavný pořad)

## Televizní seriály
- 1967 Píseň pro Rudolfa III. (díl Miss Diorling, díl Albrecht z Valdštejna) – zpěv

- 1982 Dlouhá bílá stopa (díl Bongo) – žena ze střelnice
- 1982 Dynastie Nováků (díl Nahý v trní) – Tůmová
- 1983 Návštěvníci (díly: Hlavně nenápadně, Tajemství velkého učitele, Půlnoční kolotoč, Sólo pro návštěvníky, Stav nouze, Stane se zítra, Peníze z hvězd) – Mary Nehasilová
- 1984 Slané pohádky (díl O skafandrech na souš, díl O botách se žralokem) – chobotnice, rybářka
- 1984 Pihulka a Kaňka (všechny díly) – učitelka v mateřské škole
- 1984 Paragrafy na kolech (díl Sousedé, díl Kamarádi) – Irena Vorlová, Václavova žena
- 1985 Bylo nás šest (díl Loučení) – Hančina matka
- 1985 Vlak dětství a naděje (díl Válka si nevybírá) – přítelkyně němého strýčka
- 1985 Unesli nám Leonarda (všechny díly) – vypravěčka, žena v tramvaji
- 1985 Piesočná potvorka (všechny díly) – teta Marta
- 1986 Chobotnice z II. patra (díly Všechno napůl!) – žena v lóži

## Muzikály
- 1967 Lancelot a Alexandra, Konzervatoř Brno, matka
- 1969 Gentlemani (Bohuslav Ondráček, Jan Schneider), Národní divadlo Brno, Dáma
- 1970 Pan Pickwick, (Ivo Fischer, Zdeněk Petr) Rokoko, Rachel
- 1971 Hrdina nemá milovat (Jiří Bednář), Rokoko, Tereza, matka
- 1971 Polabský mouřenín (Darek Vostřel, Václav Zahradník), Rokoko, Rmoutilová
- 1972 Král tuláků (Rudolf Friml), Hudební divadlo Karlín, Margot
- 1972 Loď komediantů (Jerome Kern), Hudební divadlo Karlín, Queenie
- 1973 Španělská vyzvědačka (Rudolf Friml), Hudební divadlo Karlín, Manuela
- 1973 Ženitba (Alois Jiránek, Oldřich Nový), Hudební divadlo Karlín – scéna Nusle, Tekla Ivanovna
- 1974 Mazlíčkové (Václav Zahradník, Jiří Bednář), Hudební divadlo Karlín, Marcela
- 1974 Vítr z Alabamy (Miloš Vacek, Ivo Havlů), Hudební divadlo Karlín – scéna Nusle, Robert E. Lee Bulwinklová
- 1974 Bílý akát (I. O. Dunajevskij), Hudební divadlo Karlín – scéna Nusle, Olga Ivanovna
- 1975 Tajemství modré růže, (Gejza Dusík, Luboš Šterc), Hudební divadlo Karlín – scéna Nusle, Hájková
- 1975 Rose Marie (Rudolf Friml), Hudební divadlo Karlín, Ethel
- 1975 Pomněnky Františka Kmocha (František Kmoch, Luboš Šterc), Hudební divadlo Karlín – scéna Nusle, Palmýra de Romualdo
- 1977 Orfeus a Eurydika (Alexandr Žurbin), Hudební divadlo Karlín, Fortuna
- 1977 C. k. polní maršálek (E. A. Longen), Hudební divadlo Karlín – scéna Nusle, Evžena
- 1978 Kabaret (John Kander), Hudební divadlo Karlín, slečna Kostová
- 1979 Oklahoma (Richard Rodgers), Hudební divadlo Karlín, teta Eller
- 1979 Casanova (Gerd Natschinski), Hudební divadlo Karlín, Mary Ann
- 1981 Když je v Římě neděle (Gorni Cramer), Hudební divadlo Karlín, Sophillina Lolloe
- 1981 Vražda ve varieté (Milan Dvořák, Václav Erben), Hudební divadlo Karlín, Ida Virta
- 1981 Pan Muzikál se klaní (Ivo Fischer), Hudební divadlo Karlín, koncert karlínských umělců – sama sebe
- 1982 Hello, Dolly! (Jerry Herman, Michael Stewart), Hudební divadlo Karlín, Dolly Leviová
- 1983 Zvonokosy (Jindřich Brabec, Petr Markov), Hudební divadlo Karlín, Judita Čuprová
- 1983 Pohádka mého života (Zdeněk Marat, Ivo Havlů), Hudební divadlo Karlín, hospodyně u Sibboniho
- 1984 Balada z hadrů (Jaroslav Ježek, Jiří Voskovec a Jan Werich), Hudební divadlo Karlín, Kateřina
- 1985 Mam'zelle Nitouche (Hervé), Hudební divadlo Karlín, Corina
- 1986 Sugar (Jule Stein), Hudební divadlo Karlín, Sladká Sue, roli nedostudovala
- 1986 Cikáni jdou do nebe (Jevgenij Doga, Emil Lotenau), Hudební divadlo Karlín, Izergyl, roli nedostudovala